# M10 (motore a razzo)
L'M10, chiamato anche MIRA, è un motore a propellente liquido in corso di sviluppo per la futura versione Vega E (Evolution) del lanciatore Vega.

## Storia del progetto
L'M10 è il primo progetto europeo per un motore alimentato a metano e il suo carattere innovativo è dato anche dal basso impatto ambientale, dalle emissioni più basse rispetto ai propellenti tradizionali. Per realizzarlo è stato istituito un consorzio guidato dall'Italia (principalmente con Avio) di cui fanno parte anche Austria, Belgio, Francia, Repubblica Ceca, Romania e Svizzera. Il 13 novembre 2018 è stato testato per la prima volta a Colleferro un prototipo a scala ridotta del propulsore, ma è in corso di sviluppo un nuovo complesso chiamato Space Propulsion Test Facility nel territorio di Sarrabus (in Sardegna sud-orientale). Per quest'insediamento si prevede un investimento di circa 28 milioni di euro e, a cominciare dal 2020, vi si svilupperanno piccole parti del lanciatore, oltre ad attività di sperimentazione e ricerca. Il progetto di questo motore, insieme al Vega E, è intenzionato a ridurre i costi di produzione e operativi, contribuendo di conseguenza all'economia dei lanci. Nel marzo 2020, presso il Marshall Space Flight Center, si sono svolti con successo i primi firing test del motore, con 450 s di combustione e ripetendo l'accensione 19 volte, oltre a realizzare la camera di spinta (Tca) con dei nuovi metodi di stampa 3D. 

## Tecnica
Il motore M10 è alimentato a ossigeno e metano liquidi in un rapporto di miscela di 3,4 e basandosi su un ciclo termodinamico a espansione chiuso. Esso consiste in una camera di combustione singola raffreddata rigenerativamente e capace di accensioni multiple (fino a 5), la cui combustione viene avviata da un accenditore a torcia, a sua volta alimentato da propellenti gassosi GOX e GH2. L'M10 è in grado di fornire una spinta della classe di 10 t e fino a 98 kN, con un impulso specifico richiesto di 362 s.